# Hierochloe gunckelii
Hierochloe gunckelii är en gräsart som beskrevs av Parodi. Hierochloe gunckelii ingår i släktet Hierochloe och familjen gräs. Inga underarter finns listade i Catalogue of Life.